# CJ7
CJ7 (en chino tradicional, 長江七號; Yale cantonés, 'Cheung gong chat hou') es una película de Hong Kong y China de ciencia ficción, comedia y drama coescrita, coproducida, protagonizada y dirigida por Stephen Chow. Fue estrenada el 31 de enero de 2008 en Hong Kong y el 14 de marzo de 2008 en los Estados Unidos.

## Sinopsis
Ti es un pobre padre viudo que trabaja todo el día, todos los días en un sitio de construcción para asegurarse de que su hijo Dicky pueda asistir a una escuela privada de élite. A pesar de las buenas intenciones de su padre de darle a su hijo las oportunidades que nunca tuvo, Dicky, con su ropa sucia y andrajosa y ninguno de los juguetes «cool», se destaca de sus compañeros de escuela como un bicho raro.
Ti no puede darse el lujo de comprar a Dicky ningún juguete caro y va al mejor lugar que conoce para conseguir cosas nuevas para Dicky - ¡el basurero! Mientras «va de compras» para conseguir un juguete nuevo para su hijo, Ti encuentra un orbe misterioso y lo trae a casa para que Dicky juegue.
Para su sorpresa e incredulidad, el orbe se revela a Dicky como una extraña «mascota» con poderes extraordinarios. Armado con su «CJ7» Dicky aprovecha esta oportunidad para superar sus pobres orígenes y ropa de mala calidad e impresionar a sus compañeros de colegio por primera vez.
Pero CJ7 tiene otras ideas y cuando Dicky lo trae a clase se produce el caos cuando sus compañeros piensan que es una criatura amigable
.

## Reparto

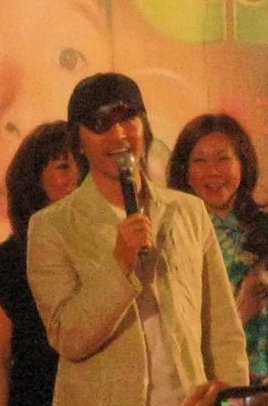
El actor y director Stephen Chow promocionando CJ7 en Malasia

- Stephen Chow como Ti Chow.
- Xu Jiao como Dicky Chow.
- Kitty Zhang Yuqi como Srta. Yuen
- Lam Chi Chung como el jefe.
- Lee Sheung Ching como Sr. Cao
- Huang Lei como Johnny.
- Min Hun Fung como el profesor de educación física.

## Producción
Al igual que con el título CJ7, los títulos de trabajo anteriores, A Hope, Yangtze River VII, y Long River 7, poseen títulos referidos al programa espacial tripulado de China. La misión de Shenzhou 6 se completó en 2006 y el lanzamiento real del Shenzhou 7 fue realizado con éxito en septiembre de 2007. La película tuvo un presupuesto de US$20 millones, y utiliza mucho los efectos CG. Xu Jiao, el niño que personifica a Dicky, es en realidad una niña. Tuvo que travestirse para estar en la película.

## Recepción
Durante su estreno limitado en América del Norte CJ7  recibió críticas mixtas por parte de los críticos. En Rotten Tomatoes el 51% de los críticos dio a la película una revisión positiva, basada en 73 comentarios, mucho menos que las anteriores películas de Stephen Chow Shaolin Soccer (91%) y Kung Fu Hustle (90%). En Metacritic obtuvo una puntuación media de 46 sobre 100, basado en 18 opiniones.